# Ralf-Loddenkemper-Preis
Der Ralf-Loddenkemper-Preis war ein Medizinpreis für außergewöhnliche Fortschritte auf dem Gebiet der Unfallchirurgie, insbesondere der Traumatologie im Kindes- und Jugendalter. Er war mit bis zu 30.000 Schweizer Franken dotiert, somit die höchstdotierte Auszeichnung auf dem Gebiet der Unfallchirurgie und Orthopädie. Die Übergabe erfolgte im Rahmen der gemeinsamen Jahreskongresse der Sektion Kindertraumatologie der Deutschen Gesellschaft für Unfallchirurgie bzw. der Vereinigung für Kinderorthopädie (Sektion der Deutschen Gesellschaft für Orthopädie und Orthopädische Chirurgie).
Seit 2001 wurde er jährlich von der Ralf-Loddenkemper-Stiftung im European Journal of Trauma und anderen Fachzeitschriften ausgeschrieben. Seit 2010 erfolgte die Preisvergabe für wissenschaftliche Arbeiten und Projekte, die einen klinischen Fortschritt im Bereich der Unfallchirurgie des Kindes- und Jugendalters bewirken, insbesondere für solche, die sich der Verhütung von Unfällen mit schweren Folgen widmen, sowie für solche, die aus dem Bereich der experimentellen und klinischen Grundlagenforschung zum wachsenden Bewegungsapparat in Bezug auf Traumata stammen. Bewerben konnten sich alle an europäischen Kliniken oder Forschungsinstituten tätigen Grundlagenforscher oder Kliniker. 2011 wurde die Ausschreibung wesentlich verändert; der Preis wurde seitdem nur noch 2013 vergeben, danach nicht mehr. Anstelle der jährlichen Preisausschreiben kam nun eine Zusammenarbeit mit dem Universitäts-Kinderspital beider Basel (UKBB) zustande. Dieses betreibt u. a. ein Forschungsprojekt über das Modellieren der Muskelfunktionen beim Gehen.
Die Ralf-Loddenkemper-Stiftung mit Sitz in Basel (Schweiz) wurde 1985 von Haide und Gerd Loddenkemper aus Oelde (Deutschland) gegründet, in Erinnerung an ihren 16-jährigen Sohn, der an den Folgen eines Verkehrsunfalls starb. Die Stiftung fördert über die Preisverleihung hinaus die medizinische Forschung im Bereich der Unfallchirurgie und unterstützt Organisationen, die schwer unfallgeschädigten Kindern und Jugendlichen bei der Heilung und Rehabilitation helfen sowie Institutionen, die gleiche oder ähnliche Aufgaben verfolgen.
Präsidentin der Stiftung ist Claudia Loddenkemper, Juryvorsitzender des Ralf-Loddenkemper-Preises war Lutz von Laer (von 1976 bis 2000 ärztlicher Leiter der Traumatologischen Abteilung am Orthopädischen UKBB, von 1991 bis 2000 Professor an der medizinischen Fakultät der Universität Basel).

## Preisträger
- 2001: Thierry Girard / Lutz von Laer (Universitätsspital Basel) und zu gleichen Teilen Annelie-Martina Weinberg (Abteilung Unfallchirurgie der Medizinischen Hochschule Hannover)
- 2002: Martinus Richter (Unfallchirurgische Klinik und Medizinische Hochschule Hannover)
- 2003: Steffen Berger (Klinik und Poliklinik für Kinderchirurgie an der Johannes Gutenberg-Universität Mainz)
- 2004: Preis nicht vergeben; das Preisgeld wurde der REHAB Basel (Zentrum für Querschnittgelähmte und Hirnverletzte, Schweizerisches Paraplegikerzentrum Basel) zur Unterstützung der Hippotherapie gestiftet
- 2005: Peter Keppler (Oberarzt an der Abteilung für Unfallchirurgie der Universität Ulm)
- 2006: Preis nicht vergeben
- 2007: Ralf Kraus (Oberarzt an der Klinik und Poliklinik für Unfallchirurgie in Gießen), gemeinsam mit Christoph Röder (Oberarzt am orthopädischen Klinikum des Inselspitals Bern)
- 2008: Arbeitsgruppe der wissenschaftlichen Abteilung für Unfallforschung und Unfallverhütung der Universitätsklinik für Kinderchirurgie Graz, vertreten durch Eva Elisa Fischerauer
- 2009: Rupert Meller (Unfallchirurgische Klinik der Medizinischen Hochschule Hannover) und Tobias Berberich (Universitäts-Kinderspital beider Basel)
- 2010: Bernd Hohendorff (Klinik für Handchirurgie des Rhön-Klinikums, Bad Neustadt an der Saale)
- 2013: Vinay Saraph (Abteilung für Kinderorthopädie der Universitätsklinik für Kinderchirurgie Graz)